# Vanouds Stadwijk 1851
Vanouds Stadwijk 1851 is een rijksmonument aan de Wakkerendijk 52 in Eemnes in de provincie Utrecht.
De naam is een verwijzing naar de buitenplaats Stadwijk uit de achttiende eeuw die aan de westzijde van de huidige boerderij stond. De naam is aangebracht in een gevelsteen. Er is een kelder en een opkamer aanwezig in het pand dat sinds 1851 door de familie Stalenhoef wordt bewoond. Binnen is een haard met tegeltableau van 16 tegels aanwezig uit de 19e eeuw. De deur in de rechterzijgevel is in de stijl van de Amsterdamse school. In de topgevel bevinden zich vensters met kleine roeden en halve luiken. 